# 卡皮斯特拉努
卡皮斯特拉努是巴西塞阿拉州的一个市镇。总面积194.797平方公里，总人口16301人，人口密度83.7人/平方公里。